# ヴァンガード (戦艦・初代)
|          |                                                     |
| 艦歴     |                                                     |
| 発注     | 1907年                                              |
| 起工     | 1908年4月2日                                        |
| 進水     | 1909年2月22日                                       |
| 就役     | 1910年3月1日                                        |
| 退役     |                                                     |
| その後   | 1917年7月9日に爆沈                                  |
| 除籍     |                                                     |
| 性能諸元 |                                                     |
| 排水量   | 19,560トン                                          |
| 全長     | 152.4 m                                             |
| 全幅     | 25.6 m                                              |
| 吃水     | 8.7 m                                               |
| 機関     | パーソンズ式ギアード・タービン、4軸推進、24,500 shp |
| 最大速   | 21.7ノット (40.2 km/h)                              |
| 航続距離 | 10ノット (19 km/h) 時に6,900カイリ (12,780 km)      |
| 乗員     | 758名                                               |
| 兵装     | 12インチ砲10門 4インチ砲12門 18インチ魚雷発射管3門  |

ヴァンガード (HMS Vanguard) はイギリス海軍の戦艦。セント・ヴィンセント級。その名を持つ艦としては8隻目。1917年（大正6年）7月9日、火薬庫事故により爆沈した。

## 艦歴
バロー＝イン＝ファーネスのヴィッカース社で1908年4月2日起工。1909年2月22日進水。1910年3月1日就役。
第一次世界大戦が勃発するとヴァンガードはスカパ・フローの第1戦艦戦隊に加わり、ユトランド沖海戦には第4戦艦戦隊所属で参加した。
1917年（大正6年）7月9日の夜、スカパ・フローでヴァンガードは爆発を起こし沈没した。周囲に停泊中だった戦艦ウォースパイト (HMS Warspite) などが短艇を派遣し、救助がおこなわれた。この事故では843人が死亡し、生存者は2人だけであった。死者には観戦武官として乗艦していた大日本帝国海軍の江渡恭助海軍大佐が含まれていた。
査問委員会による結論は、4インチ砲弾薬庫から発生した火災が主砲の火薬庫にひろがり、火薬の誘爆を招いたというものだった。最初の火災の原因は、コルダイト火薬の欠陥による自然引火とされた。